# Международный день переводчика
Междунаро́дный день перево́дчика (Journée mondiale de la traduction, International Translation Day) — профессиональный праздник устных и письменных переводчиков. Отмечается 30 сентября (день смерти в 419 или 420 году Св. Иеронима Стридонского, который осуществил полный перевод Библии на латинский язык (итогом чего стало появление так наз. «Вульгаты»), в связи с чем традиционно считается святым покровителем переводчиков). Праздник официально учреждён Международной федерацией переводчиков (FIT) в 1991 году. Популярность этого праздника растёт с каждым годом.
В 2017 году на 71-й сессии Генеральной ассамблеи ООН была единогласно принята Резолюция № A/RES/71/288, в которой признаётся роль профессионального перевода в объединении народов, в содействии миру, пониманию и развитию, а 30 сентября объявляется Международным днём перевода, отмечаемым в рамках ООН.

## Девизы праздника
- 2004 — «Перевод — основа многоязычия и культурного многообразия» (МФП).

«Переводчики постоянно находятся в самом центре процесса общения. Являясь внешними проводниками идей и действий, они отчасти формируют мир, в котором мы живём. Перевод, таким образом, является фактором, определяющим многоязычное общение, и в то же время символизирует открытость к людям и развитие демократии.» (из пресс-релиза МФП 2004).
- 2005 — «Ответственность переводчика перед профессией и обществом» (МФП).
- 2006 — «Много языков — одна профессия».
- 2007 — «Не стреляйте в гонца».
- 2008 — «Терминология: слова имеют значение».
- 2009 — «Работаем вместе».
- 2010 — девиз предложен Союзом переводчиков России: «Стандарт качества в многоголосом мире» (англ. Quality Standard for a Variety of Voices)[4].
- 2011 — «Наведение мостов между культурами» (англ. Bridging Cultures)[5].
- 2012 — «Перевод как межкультурная связь»[6].
- 2013 — «Объединённый мир — вне лингвистических барьеров» (англ. Beyond Linguistic Barriers — A United World)[7].
- 2014 — «Право на язык: основа всех человеческих прав» (англ. Language Rights: Essential to All Human Rights)[8].
- 2015 — «Меняющийся облик устного и письменного перевода» (англ. The changing face of translation and interpretation)[9].
- 2016 — «Устный и письменный перевод: Соединяя миры» (англ. Translation and Interpreting: Connecting Worlds)[10].
- 2017 — «Перевод и разнообразие» (англ. Translation and Diversity)
- 2018 — «Перевод: содействие развитию культурного наследия в эпоху перемен» (англ. Translation: promoting cultural heritage in changing times)[3].
- 2019 — «Перевод и языки коренных народов в Международный год языков коренных народов» (англ. Translation and Indigenous Languages during International Year of Indigenous Languages)
- 2020 — «Найти слова для мира в кризисе» (англ. Finding the words for a world in crisis)
- 2021 — «Единство в переводе» (англ. United in translation)
- 2022 — «Мир без барьеров: роль языковых специалистов в укреплении культуры, понимания и прочного мира» (англ. A World without Barriers: The Role of Language Professionals in Building Culture, Understanding and lasting Peace)